# Al-Fa’idijja
Al-Fa’idijja (arab. الفائدية) – miasto w północno-wschodniej Libii, w gminie Al-Dżabal al-Achdar, w odległości ok. 20 km na południowy wschód od miejscowości Al-Bajda. W 2006 roku zamieszkiwało je ok. 6,3 tys. mieszkańców.